# Dawid Chantadze
Dawid Gieorgijewicz Chantadze (ros. Давид Георгиевич Хантадзе, gruz. დავით ხანთაძე, ur. 1905 w Kutaisi, zm. ?) – radziecki działacz państwowy i partyjny.

## Życiorys
Od 1924 studiował na Tyfliskim Uniwersytecie Państwowym, był dyrektorem i wykładowcą szkoły średniej w Gori, kierownikiem rejonowego oddziału edukacji narodowej w Gori, od 1937 należał do WKP(b). Był instruktorem wydziału KC Komunistycznej Partii (bolszewików) Gruzji, do 1940 kierował sektorem KC KP(b)G, od 1940 do grudnia 1953 był I sekretarzem Komitetu Rejonowego KP(b)G im. Ł. Berii KP(b)G w Tbilisi, a od 24 grudnia 1943 do lutego 1946 I sekretarzem Komitetu Rejonowego KP(b)G w Bolnisi. Od 16 lutego 1946 był pełnomocnikiem Ludowego Komisariatu/Ministerstwa Zapasów ZSRR na Gruzińskiej SRR, od 1951 do 12 lipca 1952 I sekretarzem Adżarskiego Komitetu Obwodowego KP(b)G, a od 11 lipca 1952 do 15 kwietnia 1953 ministrem handlu Gruzińskiej SRR.

## Odznaczenia
- Order Czerwonego Sztandaru Pracy
- Order Wojny Ojczyźnianej II klasy
- Order „Znak Honoru”